# Kačanj
Kačanj (cyr. Качањ) – wieś w Bośni i Hercegowinie, w Republice Serbskiej, w gminie Bileća. W 2013 roku liczyła 8 mieszkańców.